# Coscinocera
Coscinocera é um gênero de mariposa pertencente à família Bombycidae.